# Anna Rot
Pour les articles homonymes, voir Anna et Rot.
Anna Rot, née en 1983 à Vienne, est une actrice autrichienne. 

## Biographie
En 2010, en duo avec Magdalena Kronschläger, elle tient l'un des deux rôles principaux du film de Sabine Derflinger, Tag und Nacht.

## Filmographie
- 1994 : Etwas am Herzen : Cäcilia
- 1995 : Bukow and König (série télévisée) : Tina Benning
- 2008 : Dead in 3 Days 2 : Gabi
- 2009 : The Angel Maker (téléfilm) : Elisabeth
- 2009 : Rewind (court métrage) : Sabine
- 2010 : Tag und Nacht : Léa
- 2012 : Fast Forward (série télévisée) : Lilith
- 2012 : Vatertag (téléfilm) : Blanche-Neige
- 2012 : Meine Tochter, ihr Freund und ich (téléfilm) : Sandra
- 2013 : Lilly Schönauer (série télévisée) : Lucy
- 2014 : Inga Lindström (série télévisée) : Britta Ingerson
- 2014 : Die Detektive (série télévisée) : Marion
- 2014 : Vienna Crime Squad (série télévisée) : Scarlett Schwartz
- 2015 : Ma folie : Evi
- 2015 : Liebling (court métrage) : Tamara
- 2015 : Das Dorf des Schweigens (téléfilm) : l'assistante
- 2016 : Soko brigade des stups (série télévisée) : Sandra Bellow
- 2016 : WiNWiN : l'avocate
- 2017 : All the Tired Horses (court métrage) : Alice
- 2017 : Lotta & der Ernst des Lebens (téléfilm)
- 2017 : Der Kommissar und das Kind (téléfilm) : docteure Marion Rugo
- 2017 : Die Muse des Mörders (téléfilm) : Marie Stein
- 2018 : Nord Nord Mord - Clüver und der leise Tod (téléfilm) : Natalie